# Piotr M. Majewski
Piotr Maciej Majewski (* 16. března 1972 Varšava) je polský historik, zabývající se moderními a soudobými dějinami. Zkoumal mj. i české dějiny, především česko-německé vztahy v 19. a 20. století.

## Životopis
V roce 2000 obhájil doktorskou práci Edvard Beneš wobec problemu mniejszości niemieckiej w Czechosłowacji. Pracuje na Instytutu Historicznem Uniwersytetu Warszawskiego. Od června 2009 zastává funkci zástupce ředitele Muzea druhé světové války v Gdaňsku.

## Dílo
- Edvard Beneš i kwestia niemiecka w Czechach. Warszawa 2001.
- Nierozegrana kampania. Możliwości obronne Czechosłowacji jesienią 1938 roku., Warszawa 2004. (česky: Bojovat či ustoupit? Možnosti obrany Československa na pozdzim roku 1938. Brno 2018)
- Polskie Dokumenty Dyplomatyczne, t.: 1973, Warszawa 2006.
- "Niemcy Sudeccy" 1848–1948. Historia pewnego nacjonalizmu. Warszawa 2007. (česky: Sudetští Němci 1848–1948: dějiny jednoho nacionalismu. Brno 2014.)
- Polskie Dokumenty Dyplomatyczne, t.: 1977, Warszawa 2009.